# Monooki
Monooki (jap. 物置き) − rodzaj blaszanej szafy, służący do przechowywania rzeczy na balkonie lub brzegu miejsca parkingowego.